# 羅哲昌
羅哲昌（1987年6月20日—），馬來西亞男子武術運動員。

## 簡歷
2011年，羅哲昌出戰土耳其安卡拉舉行的世界武術錦標賽，在男子太極劍項目贏得銀牌。